# Biatlon az 1992. évi téli olimpiai játékokon
Az 1992. évi téli olimpiai játékokon a biatlon versenyszámait Les Saisies-ben rendezték meg február 11. és 20. között. A férfiaknak és a nőknek egyaránt 3–3 versenyszámban osztottak érmeket.

## Részt vevő nemzetek
A versenyeken 28 nemzet sportolója vett részt.
- Argentína (ARG)
- Ausztrália (AUS)
- Ausztria (AUT)
- Bulgária (BUL)
- Csehszlovákia (TCH)
- Egyesült Államok (USA)
- Egyesített Csapat (EUN)
- Észtország (EST)
- Finnország (FIN)
- Franciaország (FRA)
- Görögország (GRE)
- Japán (JPN)
- Jugoszlávia (YUG)
- Kanada (CAN)
- Kína (CHN)
- Dél-Korea (KOR)
- Lengyelország (POL)
- Lettország (LAT)
- Litvánia (LTU)
- Magyarország (HUN)
- Nagy-Britannia (GBR)
- Németország (GER)
- Norvégia (NOR)
- Olaszország (ITA)
- Románia (ROU)
- Svájc (SUI)
- Svédország (SWE)
- Szlovénia (SLO)

## Éremtáblázat
(A rendező nemzet csapata eltérő háttérszínnel, az egyes számoszlopok legmagasabb értéke, vagy értékei vastagítással kiemelve.)
| Az 1992. évi téli olimpiai játékok éremtáblázata biatlonban | Az 1992. évi téli olimpiai játékok éremtáblázata biatlonban | Az 1992. évi téli olimpiai játékok éremtáblázata biatlonban | Az 1992. évi téli olimpiai játékok éremtáblázata biatlonban | Az 1992. évi téli olimpiai játékok éremtáblázata biatlonban | Olimpia  |
| ----------------------------------------------------------- | ----------------------------------------------------------- | ----------------------------------------------------------- | ----------------------------------------------------------- | ----------------------------------------------------------- | -------- |
|                                                             | Ország                                                      | Arany                                                       | Ezüst                                                       | Bronz                                                       | Összesen |
| 1.                                                          | Németország (GER)                                           | 3                                                           | 4                                                           | 0                                                           | 7        |
| 2.                                                          | Egyesített Csapat (EUN)                                     | 2                                                           | 2                                                           | 2                                                           | 6        |
| 3.                                                          | Franciaország (FRA)                                         | 1                                                           | 0                                                           | 0                                                           | 1        |
|                                                             |                                                             |                                                             |                                                             |                                                             |          |
| 4.                                                          | Svédország (SWE)                                            | 0                                                           | 0                                                           | 2                                                           | 2        |
| 5.                                                          | Kanada (CAN)                                                | 0                                                           | 0                                                           | 1                                                           | 1        |
| 5.                                                          | Finnország (FIN)                                            | 0                                                           | 0                                                           | 1                                                           | 1        |
|                                                             |                                                             |                                                             |                                                             |                                                             |          |
| Összesen                                                    | Összesen                                                    | 6                                                           | 6                                                           | 6                                                           | 18       |

## Érmesek

### Férfi
| Az 1992. évi téli olimpiai játékok érmesei férfi biatlonban |                                                                                 |           | |           |                                                                                   |           |
| Versenyszám                                                 | Arany                                                                           | Arany     | Ezüst                                                                                                  | Ezüst     | Bronz                                                                             | Bronz     |
| Sprint                                                      | Mark Kirchner · Németország (GER)                                               | 26:02,3   | Ricco Groß · Németország (GER)                                                                         | 26:18,0   | Harri Eloranta · Finnország (FIN)                                                 | 26:26,6   |
| Egyéni indításos                                            | Jevgenyij Regykin · Egyesített Csapat (EUN)                                     | 57:34,4   | Mark Kirchner · Németország (GER)                                                                      | 57:40,8   | Mikael Löfgren · Svédország (SWE)                                                 | 57:59,4   |
| Váltó                                                       | Németország (GER) · Ricco Groß · Jens Steinigen · Mark Kirchner · Fritz Fischer | 1:24:43,5 | Egyesített Csapat (EUN) · Valerij Medvedcev · Aljakszandr Papov · Valerij Kirijenko · Szergej Csepikov | 1:25:06,3 | Svédország (SWE) · Ulf Johansson · Leif Andersson · Tord Wiksten · Mikael Löfgren | 1:25:38,2 |

### Női
| Az 1992. évi téli olimpiai játékok érmesei női biatlonban |                                                                         |           |                                                                             |           |                                                                               |           |
| Versenyszám                                               | Arany                                                                   | Arany     | Ezüst                                                                       | Ezüst     | Bronz                                                                         | Bronz     |
| Sprint                                                    | Anfisza Rezcova · Egyesített Csapat (EUN)                               | 24:29,2   | Antje Harvey · Németország (GER)                                            | 24:45,1   | Jelena Belova · Egyesített Csapat (EUN)                                       | 24:50,8   |
| Egyéni indításos                                          | Antje Harvey · Németország (GER)                                        | 51:47,2   | Szvetlana Pecsorszkaja · Egyesített Csapat (EUN)                            | 51:58,5   | Myriam Bédard · Kanada (CAN)                                                  | 52:15,0   |
| Váltó                                                     | Franciaország (FRA) · Corinne Niogret · Véronique Claudel · Anne Briand | 1:15:55,6 | Németország (GER) · Uschi Disl · Antje Misersky-Harvey · Petra Behle-Schaaf | 1:16:18,4 | Egyesített Csapat (EUN) · Jelena Belova · Anfisza Rezcova · Jelena Melnyikova | 1:16:54,6 |